# Opius liogaster
Opius liogaster är en stekelart som beskrevs av Szepligeti 1914. Opius liogaster ingår i släktet Opius och familjen bracksteklar. Inga underarter finns listade i Catalogue of Life.